# Ricuenio Kewal
Ricuenio Kewal (Amsterdam, 6 juni 2002) is een Nederlandse voetballer van Surinaamse afkomst die doorgaans speelt als aanvaller.

## Carrière
Kewal speelde in de jeugd van AFC en maakte in 2015 de overstap naar AZ. In juni 2021 tekende hij daar zijn eerste profcontract dat hem tot medio 2023 aan AZ verbond met een optie voor nog een extra seizoen. Op 9 augustus 2021 maakte hij namens Jong AZ zijn debuut in een met 2-1 gewonnen thuiswedstrijd tegen Almere City, als invaller voor Mohamed Taabouni.

## Statistieken

#### Beloften
| 2021/22                             | Jong AZ         | Eerste divisie  | 17 | 0 | 17 | 0 |
| Totaal beloften                     | Totaal beloften | Totaal beloften | 17 | 0 | 17 | 0 |
| Bijgewerkt tot en met 30 april 2022 |                 |                 |    |   |    |   |